# Oxford, Alabama
Oxford là một thành phố thuộc quận Calhoun, tiểu bang Alabama, Hoa Kỳ. Dân số năm 2009 là 20800 người, mật độ đạt 262 người/km².